# Mosquée du Vendredi (Yazd)
La mosquée du Vendredi de Yazd (en persan : مسجد جامع یزد - Masjid-e-Jāmeh Yazd) est la grande mosquée (Jama Masjid) de la ville de Yazd, située dans la province iranienne de Yazd. Cette mosquée fut représentée à l’avers du billet de banque iranien de 200 rials.

## Histoire
La Mosquée du Vendredi ou Grande Mosquée Jameh de Yazd est riche de plus de 900 ans d’histoire. Selon les textes historiques, le premier émir, après son entrée à Yazd, restaura et rénova la mosquée Jume (vendredi) de la ville, construite au cours des siècles précédents, édifiée elle-même sur le site du temple du feu sassanide. La mosquée du XIIe siècle est toujours utilisée aujourd'hui. La mosquée des Bouyides a été en grande partie reconstruite entre 1324 et 1365 et elle est l'un des bâtiments les plus remarquables du XIVe siècle en Iran. Le bâtiment principal de la mosquée actuelle a été réalisé sur ordre de Seyyed Rokn Al-Din Mohammad Qazi, un notable religieux de Yazd : iwan, dôme, maqsura. La magnifique façade Est de la mosquée a été construite à l'époque de Shahrokh Timouride, un des quatre fils de Tamerlan. Les minarets ont été ajoutés à la façade sous Tahmasp Ier (1524 - 1576, dynastie séfévide).

## Architecture
La mosquée est un bel exemple du style Azeri de l'architecture perse, lequel s'est développé de la fin du XIIIe siècle jusqu'à l'apparition de la dynastie des Séfévides au XVIe siècle. Les minarets de la mosquée mesurent environ 48 mètres de haut, les plus hauts d'Iran, et ses murs sont recouverts des versets coraniques et des noms d'Ali et de Mahomet en écriture coufique. Le minaret de droite, doté de deux escaliers en colimaçon indépendants, est l'un des chefs-d'œuvre architecturaux iraniens les plus remarquables. Ainsi, si deux personnes se déplacent simultanément dans le sens opposé, elles ne se verront pas. À l’intérieur de la mosquée se trouve une longue cour à arcades avec un seul iwan, au sud, permettant l’accès à la salle de prière surmontée du grand dôme. Le Mihrab date de 1365.

## Galerie

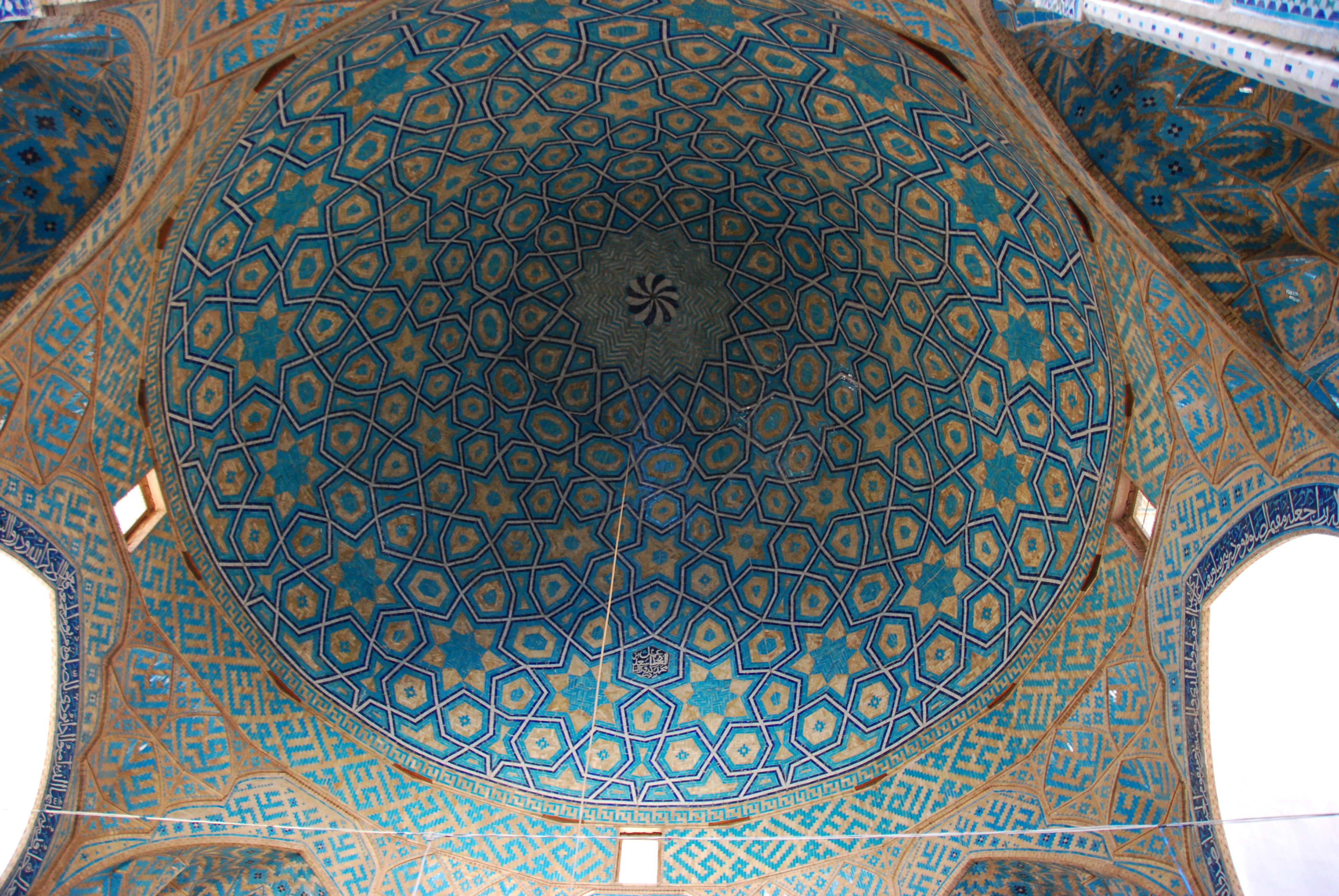
Dôme de la Grande Mosquée de Yazd
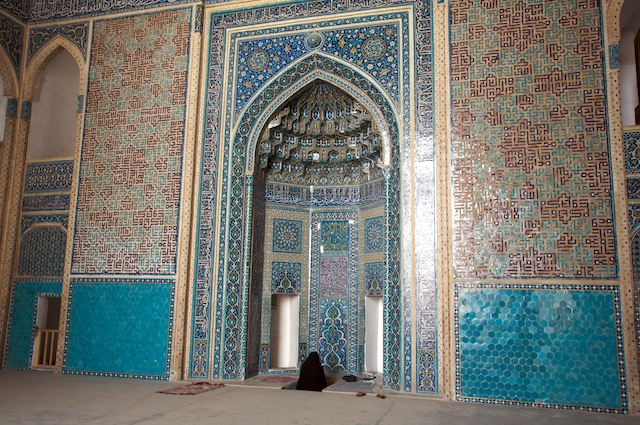
Mihrab
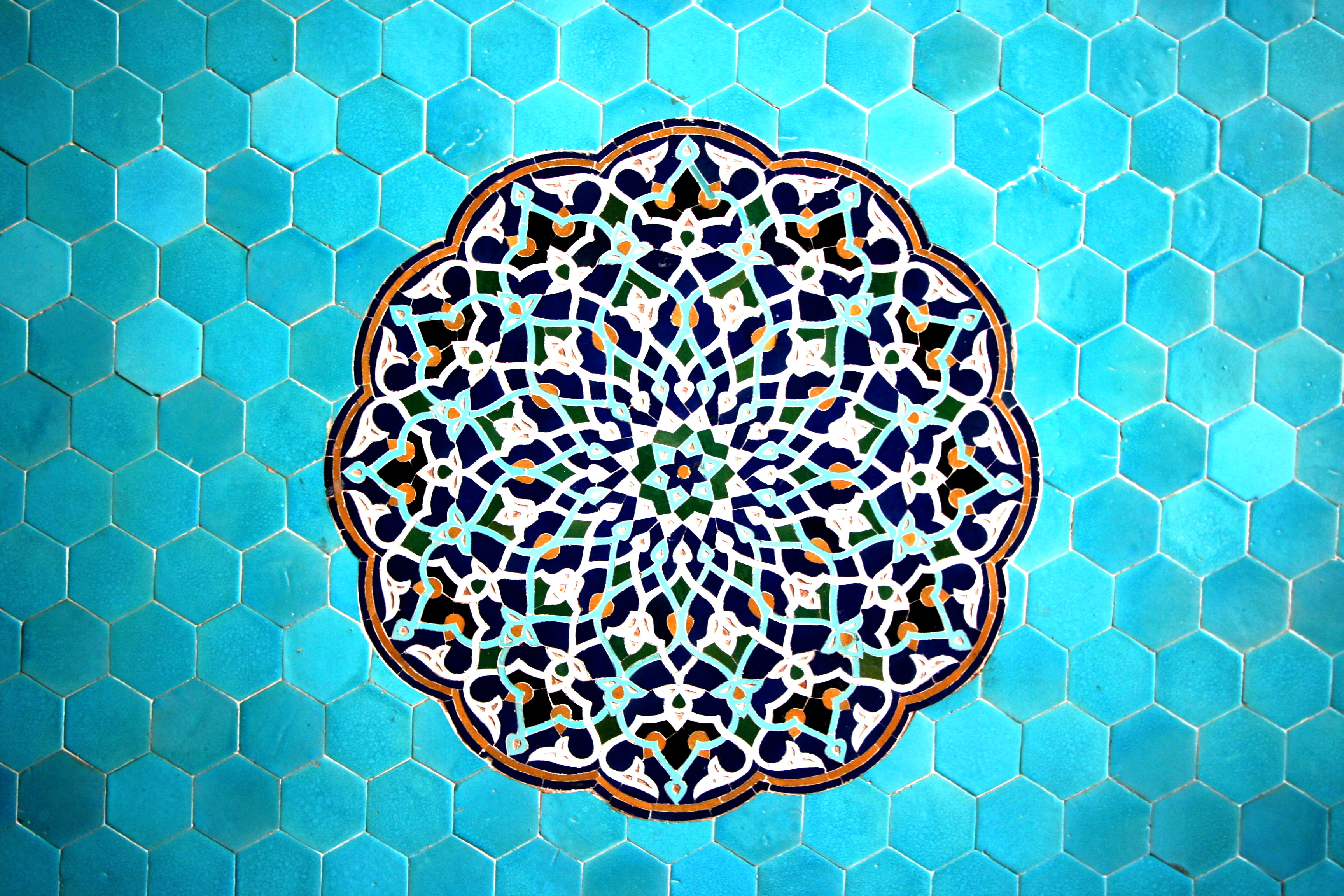
Détail de la décoration de la grande mosquée de Yazd
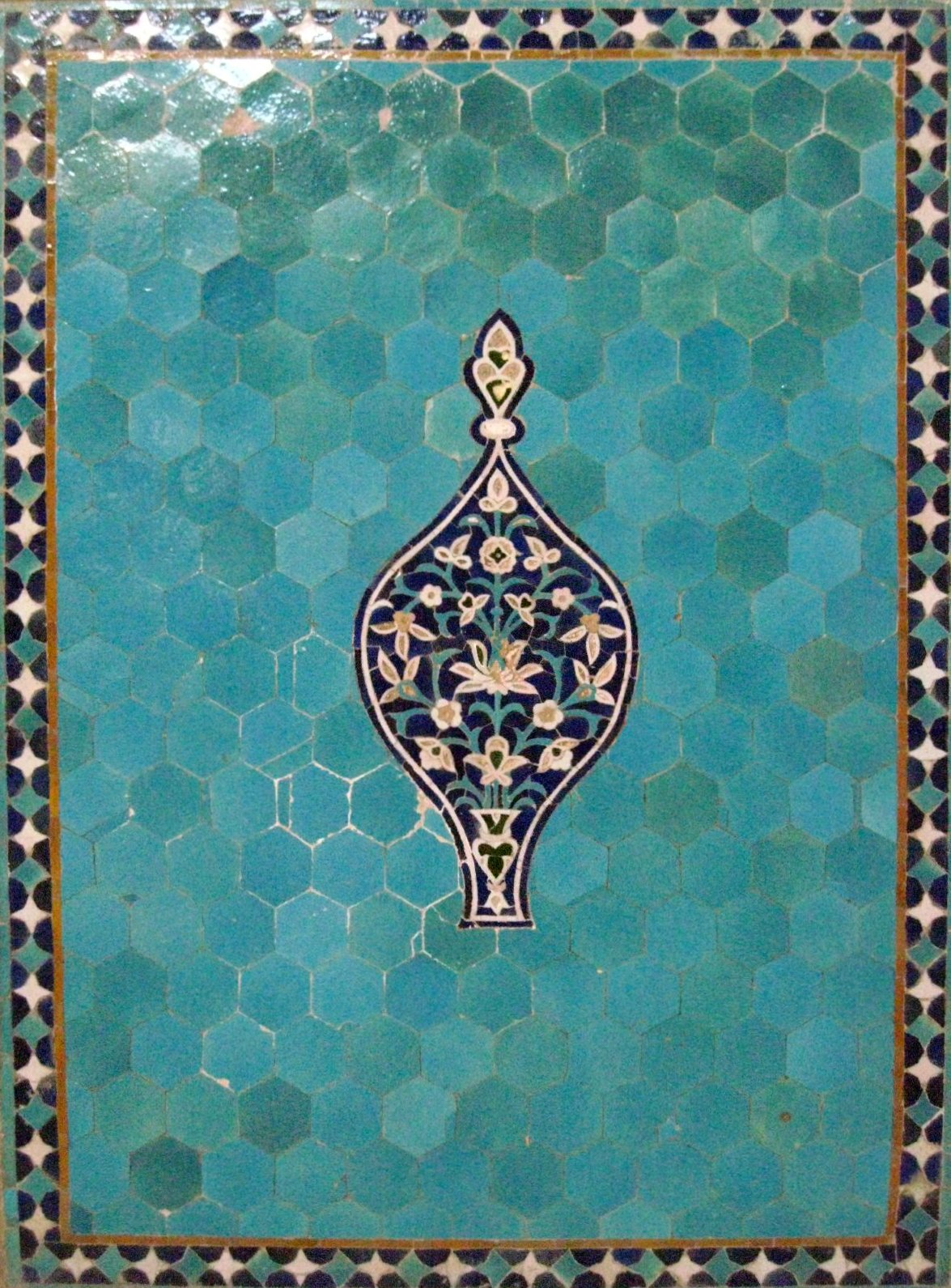
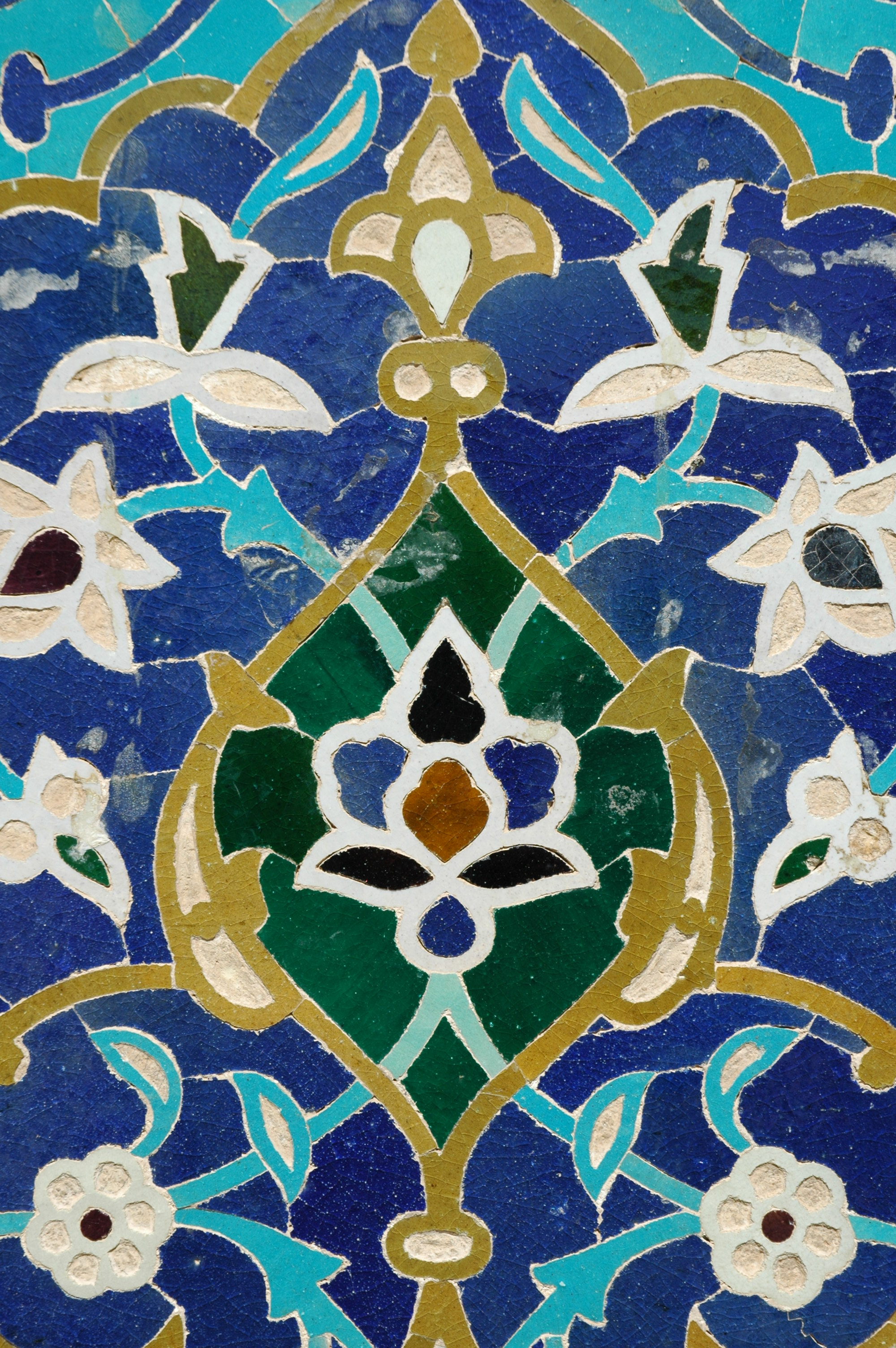
Détail des décorations
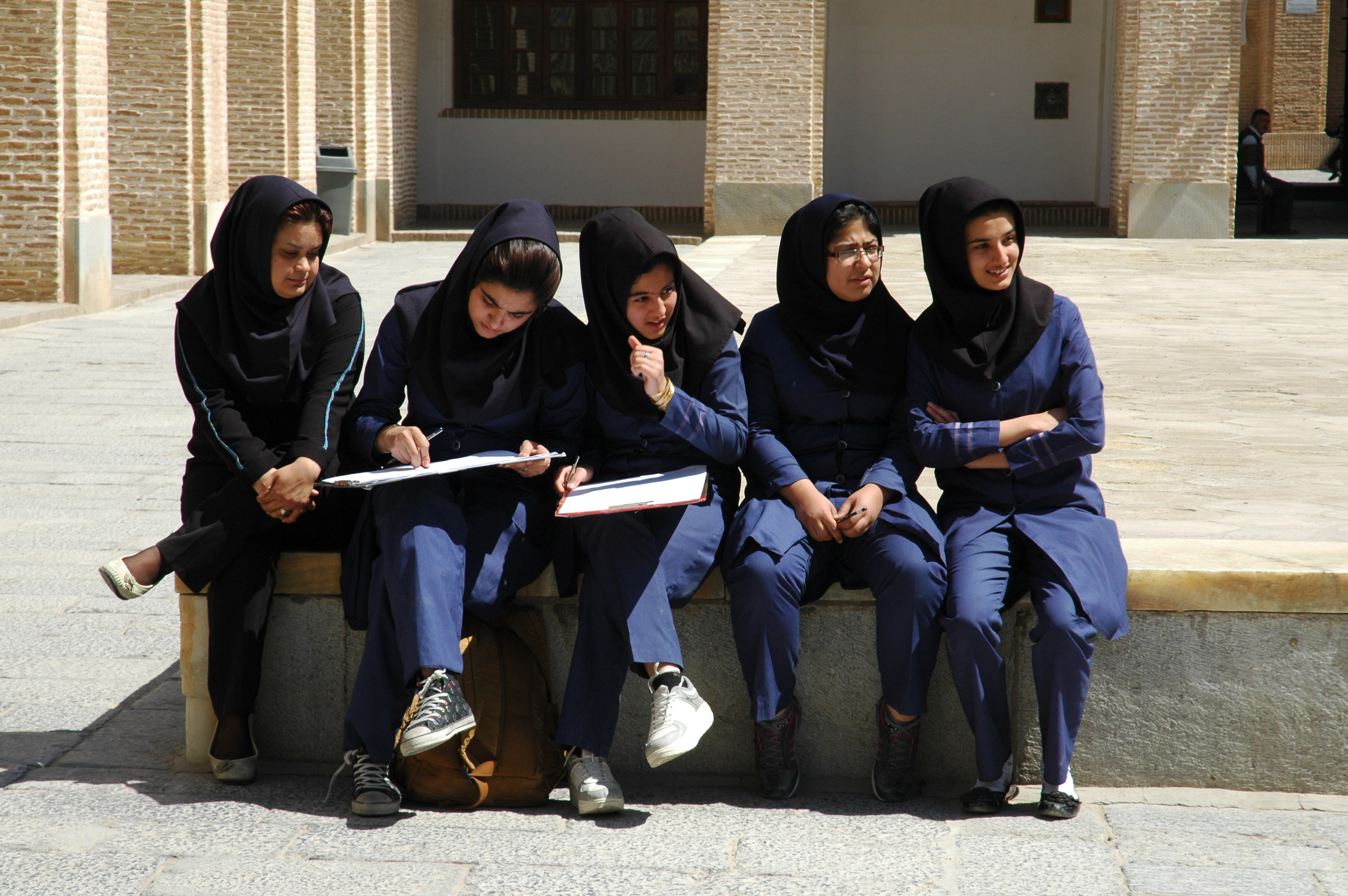
Des écolières à la mosquée du vendredi